# Yuji Unozawa
Yuji Unozawa (født 3. maj 1983) er en japansk fodboldspiller, som spiller for den japanske fodboldklub AC Nagano Parceiro.